# Wolfgang Rothbauer

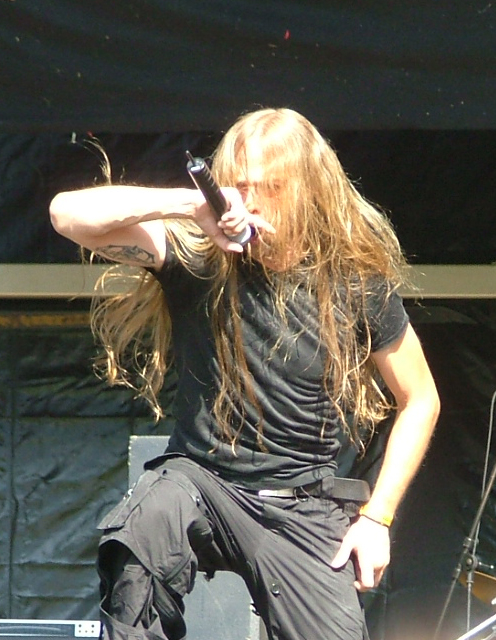
Wolfgang Rothbauer, Juli 2007

Wolfgang Rothbauer (* 24. April 1978) ist ein österreichischer Metal-Sänger, Gitarrist, Bassist, Komponist, Produzent und Gründer folgender Bands: Thirdmoon, In Slumber, Zombie Inc., GodHateCode, Aeoneve und Silence After Carnage. Zudem auch Mitgründer des deutschen Death-Metal-Projektes Eisblut neben Michael "Blutkehle" Roth und Bursche Lenz von Eisregen.

## Karriere
1994 gründete Wolfgang Rothbauer zusammen mit Markus Miesbauer und Milan Pejak die Band Thirdmoon, mit der er bis jetzt 5 Alben veröffentlicht hat. 2002 gründete Rothbauer seine zweite Death-Metal-Band In Slumber, mit der er bis jetzt 3 Alben veröffentlicht hat. 2004 gründete er zusammen mit Michael Roth und Bursche Lenz von Eisregen, das Death-Metal-Projekt Eisblut, womit er das Album Schlachtwerk im Jahr 2005 veröffentlichte. Als Gitarrist half er bei den österreichischen Bands Eschaton, Olemus und Festering Flesh bei Konzerten aus.
2007 gründete er die Band "GodHateCode", wo Armin Schweiger (Afgrund, Distaste), Philippe Seil (Distaste), Lukas Haidinger (Ultrawurscht, Distaste) und Pelle Ekegren (Coercion, ex-Grave) mitwirken. Pelle Ekegren war bis September 2013 am Schlagzeug tätig und wurde von Martin "Marthyn" Jovanovic (Belphegor) aus organisatorischen Gründen ersetzt.
2009 gründete er mit Gerald Huber (Collapse 7) die Death-Metal-Band Zombie Inc.,
in der Martin Schirenc (Hollenthon, ex-Pungent Stench), Tomasz "Nefastus" Janiszewski (Belphegor, Fleshcrawl, Debauchery)
und Daniel Lechner (ex-Lacrimas Profundere) und  mitwirken. Tomasz und Daniel wurden später durch Martin Arzberger (Hollenthon)
am Bass und Florian Musil (Molokh) am Schlagzeug aus organisatorischen Gründen ersetzt.
Von September 2010 bis Juli 2013 war Wolfgang Rothbauer auch als Gitarrist in der deutschen Death-Metal-Band Disbelief tätig. Seit Februar 2013 ist Rothbauer als Bassist in der österreichischen Band Edenbridge tätig.
Im Februar 2019 stieg er nach Umzug ins sächsische Freiberg bei der Nossener Death-Metal-Band Musical Massacre als Sänger ein.

## Diskographie

### Thirdmoon
- 1997: Grotesque Autumnal Weepings
- 1999: Aquis Submersus
- 2000: Bloodforsaken
- 2004: Sworn enemy: Heaven
- 2007: Dimorphic Cynosure

### Eisblut
- 2005: Schlachtwerk

### In Slumber
- 2003: Stillborn Rebirth
- 2007: Scars Incomplete
- 2009: Arcane Divine Subspecies

### GodHateCode
- 2008: Aeons
- 2012: Weltenschmerz

### Zombie Inc.
- 2011: A Dreadful Decease
- 2013: Resurrection Guaranteed (Single)
- 2013: Homo Gusticus

### Edenbridge
- 2013: The Bonding